# St Peter's College (Auckland)
St Peter's College (Auckland) je državna fantovska srednja šola v Aucklandu na Novi Zelandiji s katoliškim programom. Šola je bila ustanovljena leta 1939 in je ena večjih na Novi Zelandiji, sprejme lahko 1200 dijakov. Omejeno število gojencev biva v internatu zraven šole.